# سرنتی (بازیگر پورنوگرافی)
سرنتی (انگلیسی: Serenity؛ زاده ۲۹ اکتبر ۱۹۶۹) بازیگر پورنوگرافی اهل ایالات متحده آمریکا است.